# Vuelta a Andalucía 1962
La 9.ª edición de la Vuelta a Andalucía se disputó entre el 11 y el 18 de febrero de 1962 con un recorrido de 1101,0 km dividido en 8 etapas con inicio y final en Málaga. 
Participaron 60 corredores repartidos en 10 equipos de los que sólo lograron finalizar la prueba 44 ciclistas.
El vencedor, el español José Antonio Momeñe, cubrió la prueba a una velocidad media de 36,678 km/h mientras que en la clasificación de la montaña se impuso el también español Julio Jiménez.

## Etapas
| Etapa | Fecha         | Recorrido                      | Km    | Ganador de la etapa |
| 1ª    | 11 de febrero | Málaga - Málaga                | 64,0  | José Segu           |
| 2ª    | 12 de febrero | Málaga - Granada               | 128,0 | José Antonio Momeñe |
| 3ª    | 13 de febrero | Granada - Málaga               | 131,0 | Alberto Sant        |
| 4ª    | 14 de febrero | Málaga - Córdoba               | 193,0 | José Antonio Momeñe |
| 5ª    | 15 de febrero | Córdoba - Sevilla              | 153,0 | José Segu           |
| 6ª    | 16 de febrero | Sevilla - Jerez de la Frontera | 136,0 | José Segu           |
| 7ª    | 17 de febrero | Cádiz - La Línea               | 145,0 | René Marigil        |
| 8ª    | 18 de febrero | Cabra - Granada                | 134,0 | José Segu           |

## Clasificación final
|    | Ciclista             | Equipo            | Tiempo      |
| -- | -------------------- | ----------------- | ----------- |
| 1  | José Antonio Momeñe  | Kas               | 30h 30' 31" |
| 2  | Antón Barrutia       | Kas               | m.t.        |
| 3  | Gabriel Mas          | Faema             | m.t.        |
| 4  | Juan Belmonte        | Ferrys            | m.t.        |
| 5  | Juan Santiago        | Lambretta-Mostajo | m.t.        |
| 6  | João Peixoto         | Benfica           | m.t.        |
| 7  | José Gómez del Moral | Faema             | + 12"       |
| 8  | Antonio Tous         | Lambretta-Mostajo | + 40"       |
| 9  | Alberto Sant         | Ferrys            | + 1'24"     |
| 10 | Vicente Luque        | Licor 43          | + 1'46"     |